# Крепостной собор (Динабургская крепость)
Крепостной собор — церковь в едином комплексе с Иезуитским коллегиумом Даугавпилсской (Динабургской) крепости (Латвия), разрушен в 40—50 годах XX века.

## Период иезуитов
Первоначально деревянная церковь, поставлена в 1626 году смоленским воеводой Александром Гонсевским, в ознаменование победы над шведами. Позднее, в период 1746—1769, иезуитами воздвигнут каменный храм. «Его [костел] заложили одновременно с иезуитской коллегией, располагавшейся тут же, на месте нынешней крепости».

## Динабургская крепость
При начале строительства Динабургской крепости в 1810 году, Иезуитский коллегиум вошёл в территорию крепости. В 1811 году правительство заплатило за землю, коллегиум и собор 300 тыс. рублей. В период 1811—1828 годов, или только в 1828 году, проведён ремонт храма и приспособление под православную церковь — крепостной собор. Освящён во имя Рождества Христова.

## Гибель
Считается, что разрушение собора произошло при отступлении немецко-фашистских войск из города 27 июля 1944 года, были подорваны две башни собора. Высота башен составляла 60 метров. Во время военного училища, в период 1948—1956 годов, уцелевшая часть церкви снесена и на её месте устроен газон.